# 138 a. C.
El año 138 a. C. fue un año del calendario romano prejuliano. En el Imperio romano, fue conocido como el año 616 Ab Urbe condita.

## Acontecimientos

### Partia
- Fraates II se convierte en emperador de Partia.

### Hispania
- Fundación de la ciudad de Valencia (España).
- Entre este año y el siguiente: el cónsul C. Hostilio Mancino (Hispania Citerior) capitula ante los numantinos; el pretor D. Junio Bruto (Hispania Ulterior) en Gallaecia.[1]

### Asia
- Zhang Qian comienza sus exploraciones en Asia central para el emperador chino Han Wu Di.
- Primera misión diplomática china al valle de Ferghana, liderada por Chang Chien.

## Nacimientos
- Lucio Cornelio Sila, penúltimo Dictador romano (fecha aproximada) (falleció en 78 a. C.)

## Fallecimientos
- Diodoto Trifón (suicidio)
- Mitrídates I, rey de Partia (nacido hacia 195 a. C.)
- Átalo II Filadelfo, rey de Pérgamo (nacido en 220 a. C.)

## Arte y literatura
- Se escribe el Himno a Apolo y se graba en piedra en Delfos; es la más antigua música notada que se conserva, en un fragmento sustancial y legible, del mundo occidental.